# Les Sièges de l'Alcazar
Pour les articles homonymes, voir Alcazar.
Pour plus de détails, voir Fiche technique et Distribution.
Les Sièges de l'Alcazar est un film français réalisé par Luc Moullet, sorti en 1989.

## Synopsis
La salle de cinéma de l'Alcazar : évocation du travail de critique cinéphile aux Cahiers du cinéma, des salles obscures et des moyens de payer moins cher, d'une histoire d'amour impossible avec une critique du journal concurrent Positif...

## Fiche technique
Sauf indication contraire, les informations mentionnées dans cette section peuvent être confirmées par les bases de données cinématographiques  présentes dans la section « Liens externes ».
- Titre : Les Sièges de l'Alcazar
- Réalisation : Luc Moullet
- Scénario : Luc Moullet
- Photographie : Richard Copans
- Montage : Guy Lecorne
- Décors : Marie-Josèphe Medan
- Costumes : Rose-Marie Melka
- Casting : Antonietta Pizzorno
- Sociétés de production : Les Films d'ici et La Sept
- Pays de production :  France
- Langue originale : français
- Format : couleurs - 16 mm
- Genre : comédie
- Durée : 52 minutes
- Date de sortie : 1989

## Distribution
Sauf indication contraire, les informations mentionnées dans cette section peuvent être confirmées par les bases de données cinématographiques  présentes dans la section « Liens externes ».
- Olivier Maltinti : Guy Moscardo, critique aux Cahiers du cinéma
- Elisabeth Moreau : Jeanne Cavalero, critique à Positif
- Sabine Haudepin : Angela, l'amie de Jeanne
- Dominique Zardi : Alexandre, le directeur et projectionniste du cinéma
- Micha Bayard : Roxanne, l'ouvreuse du cinéma
- Richard Martin-Jordan : Fortuné, un cinéphile
- Jean Abeillé : le commissaire
- Jean-Luc Caron : le cinéphile à la carte verte
- Antoine Desrosières : le cinéphile fan de Sam Newfield
- Théo Trifard : le cinéphile avec l'encre
- Marc Buard : le cinéphile impassible
- Marc Le Guilloux : un policier
- Jérôme Courtois : l'huissier de la Cinémathèque
- Luc Moullet : le percepteur (non crédité)
- Jean Droze (non crédité)

## Films cités
On peut voir des extraits de films que le personnage va voir au cinéma : La Tour de Nesle d'Abel Gance, Fille d'amour, L'Affranchi et Femmes libres de Vittorio Cottafavi. Il regarde aussi une bande-annonce du film Les Comanches passent à l'attaque de Gene Fowler Jr. Dans d'autres scènes, on peut également entendre des bandes-sons sans que les films n'apparaissent à l'image et voir diverses affiches dans l'entrée du cinéma, ainsi que celle du Monde du silence dans un bar. Les dialogues font aussi référence à différents films.
Fille d'amour est présenté dans le film sous le titre La Dame aux camélias (dans les dialogues comme par l'intermédiaire d'une affiche) et le personnage principal, Guy Moscardo, estime que cette adaptation du roman d'Alexandre Dumas par Vittorio Cottafavi a conduit Michelangelo Antonioni à opter pour la « parodie » pour son film La Dame sans camélia — Cottafavi a par ailleurs réalisé une autre adaptation du roman en 1971 avec le téléfilm La signora dalle camelie.